# 이인용 (기업인)
이인용(한국 한자: 李仁用 이인용, 1957년 3월 8일~)은 대한민국의 방송뉴스보도언론인 출신의 대학 교수 겸 기업인이다. 경북 안동 출생으로, 본은 고성(固城)이고, 직계 가족관계로는 아내와 2남(두 아들)이 있다.
1957년 3월 8일, 경상북도 안동군(1963년 1월 1일 이후 지금의 대한민국 경상북도 안동시) 출신으로, 서울중앙고등학교(졸업)와 서울대학교 동양사학과(학사)를 나온 그는, 1982년 문화방송에 공채 기자로 입사하여, 외신부 뉴스 보도 기자로 활동하는 것을 시작으로, 1987년 문화방송 보도국 정치부 기자, 1990년 국제부 기자, 1994년~1996년에는 보도국 워싱턴 특파원을 역임하는 등 23년 여 오랜 기간 동안 방송 기자로 활동했다. 
1996년 11월에는 《MBC 뉴스데스크》의 메인 앵커로 발탁되어 2000년 10월까지 활동하고 이후 숙명여자대학교 언론정보학부 겸임교수, MBC 문화방송 미국 워싱턴 특파원, MBC 문화방송 보도국 해설위원실 해설위원, MBC 문화방송 보도국 전문위원회 전문위원, 마지막으로는 MBC 문화방송 보도국 부국장 등을 역임한 이후, 2005년 4월 25일 퇴사했다. 
2005년 5월 경 삼성그룹이 기업의 홍보부문을 강화하기 위해 대중성이 있거나 사회적 지명도가 높은 언론인을 계열사인 삼성전자의 홍보담당 임원으로 영입하는 작업을 추진하면서 홍보담당 전무로 전격 발탁되는 등 이후 삼성전자 부사장을 거쳐 삼성그룹 커뮤니케이션팀 팀장과 부사장 등을 역임했다.
이토록 전직 MBC 뉴스 보도 기자 출신이자 방송언론인 출신의 기업가로, 2013년 1월부터 2014년 1월까지 삼성미래전략실 커뮤니케이션팀장(사장)을 맡았으며, 2014년 5월부터 2017년 11월 3일까지 삼성전자 커뮤니케이션팀장(사장)으로 재직하다가 2017년 11월 24일부터 2020년까지 삼성전자 사회봉사단장으로 재직했었다.
그 후 2020년 삼성전자 대관 업무를 총괄하는 대외업무(CR) 담당 사장으로 복귀했다. 
또한 이인용은 최근 출범한 《삼성 준법감시위원회》에서도 유일한 사내 위촉위원으로 선임되었다.
2022년까지 대외업무(CR) 담당 사장으로 근무하다가 다시 고문이 되었고, 2024년에 삼성전자를 퇴직하였다.
현재는 법무법인 율촌의 고문 및 가치성장위원장, 사단법인 온율 공동이사장을 맡고 있다.

## 학력
- 중앙고등학교 졸업
- 서울대학교 인문대학 역사학부 동양사학과 학사

## 주요 경력
- 1982년 : MBC 문화방송 입사
  - MBC 문화방송 뉴스 보도국 외신부 기자
- 1984년 : MBC 저녁뉴스 앵커
- 1987년 8월 : 문화방송 보도국 정치부 기자
- 1990년 3월 : 문화방송 보도국 국제부 기자
- 1994년 8월 ~ 1996년 1월 : 문화방송 미국 워싱턴 특파원
- 1996년 11월 11일 ~ 2000년 10월 27일/2003년 8월 4일 ~ 2003년 8월 8일 : 《MBC 뉴스데스크》 앵커
- 1999년 2월 ~ 2000년 8월 : 숙명여자대학교 언론정보학부 겸임교수
- 2000년 10월 30일 : 문화방송 해설위원실 해설위원
- 2000년 11월 28일 ~ 2002년 3월 : 문화방송 미국 워싱턴 특파원
- 2002년 3월 ~ 2005년 3월 : 문화방송 보도국 통일외교부 부장
- 2005년 3월 ~ 2005년 4월 : 문화방송 보도국 부국장
- 2005년 4월 25일: MBC 문화방송 퇴사.
- 2005년 5월 13일 ~ 2009년 1월 8일 : 삼성전자 홍보담당 전무
- 2009년 1월 8일 ~ 2012년 11월 15일 : 삼성전자 부사장
- 2012년 11월 15일 ~ 2013년 1월 22일 : 삼성전자 커뮤니케이션팀 고문
- 2013년 1월 22일 ~ 2014년 1월 8일 : 삼성그룹 미래전략실 커뮤니케이션팀장(사장)
- 2014년 1월 8일 ~ 2014년 4월 2일 : 삼성그룹 미래전략실 고문
- 2014년 4월 2일 ~ 2014년 5월 13일 : 삼성전자 미래전략실 고문
- 2014년 5월 13일 ~ 2017년 11월 24일 : 삼성전자 커뮤니케이션팀장(사장)
- 2017년 11월 24일 ~ 2019년 12월 11일 : 삼성전자 사회봉사단장(사장)
- 2019년 12월 11일 ~ 2020년 1월 15일 : 삼성전자 사회공헌업무총괄, 고문
- 2020년 1월 15일 ~ 2024년 10월 31일 : 삼성전자 CR담당 사장
- 법무법인 율촌 고문 겸 가치성장위원장
- 사단법인 온율 공동이사장
- 서울대학교 총동창회 부회장

## 수상 경력
- 1990년 : 제1회 바른말 보도상
- 1999년 : 제26회 한국방송대상 진행자상
- 2011년 : 올해의 PR인상